# Bourcq
Bourcq ist eine französische Gemeinde mit 51 Einwohnern (Stand: 1. Januar 2022) im Département Ardennes in der Region Grand Est (bis 2015 Champagne-Ardenne). Sie gehört zum Arrondissement Vouziers, zum Kanton Attigny (bis 2015: Kanton Vouziers) und zum 1997 gegründeten Kommunalverband L’Argonne Ardennaise.

## Geografie
Umgeben wird Bourcq von den Nachbargemeinden Sainte-Marie im Südosten, Contreuve im Süden, Leffincourt im Westen, Tourcelles-Chaumont im Nordwesten, Mars-sous-Bourcq im Nordosten sowie von der im gleichnamigen Kanton gelegenen Gemeinde Vouziers im Osten.

## Bevölkerungsentwicklung
| Jahr                      | 1962 | 1968 | 1975 | 1982 | 1990 | 1999 | 2004 | 2009 | 2016 |
| Einwohner                 | 107  | 94   | 79   | 79   | 76   | 70   | 62   | 60   | 52   |
| Quelle: Cassini und INSEE |      |      |      |      |      |      |      |      |      |

## Sehenswürdigkeiten
- Kirche Saint-Nicolas, erbaut im 11. Jahrhundert
- Gallische, galloromanische, merowingische und mittelalterliche Funde von Schmuck, Alltagsgegenständen, Glaswaren, Waffen und Skulpturen, die bei archäologischen Ausgrabungen auf dem Gebiet von Bourcq geborgen wurden und im Musée de l’Ardenne in Charleville-Mézières ausgestellt sind.

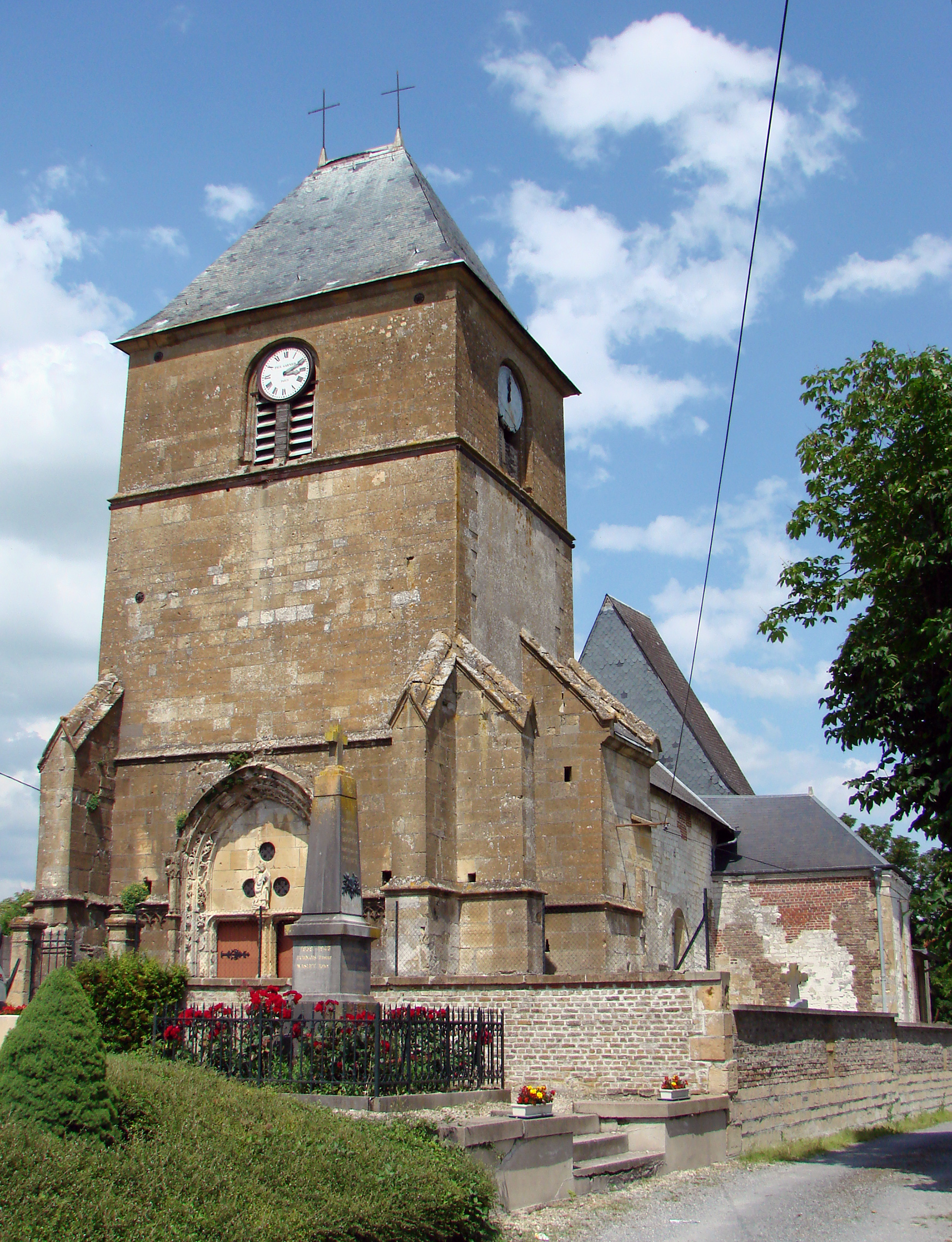
Kirche Saint-Nicolas
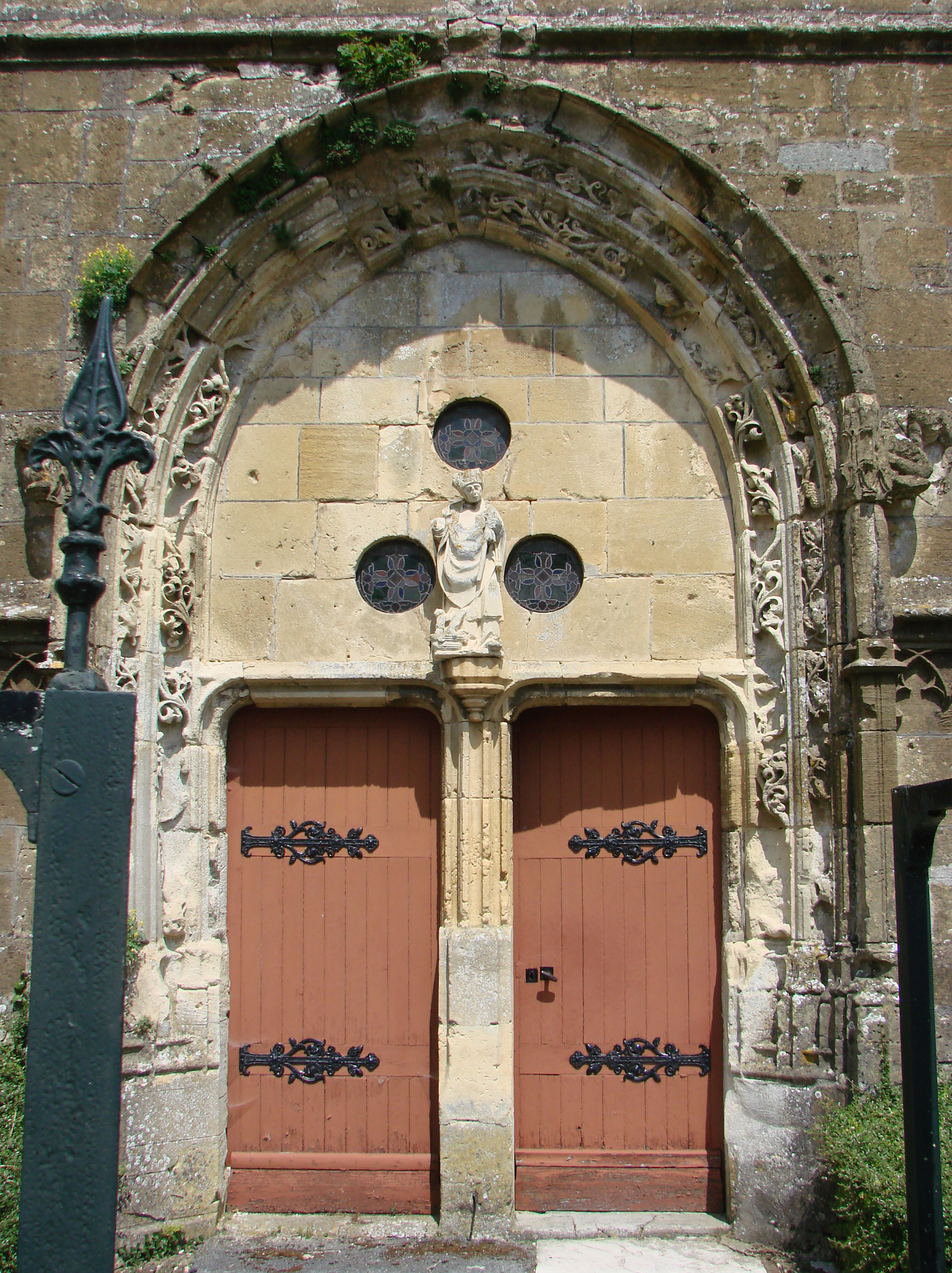
Kirchentor
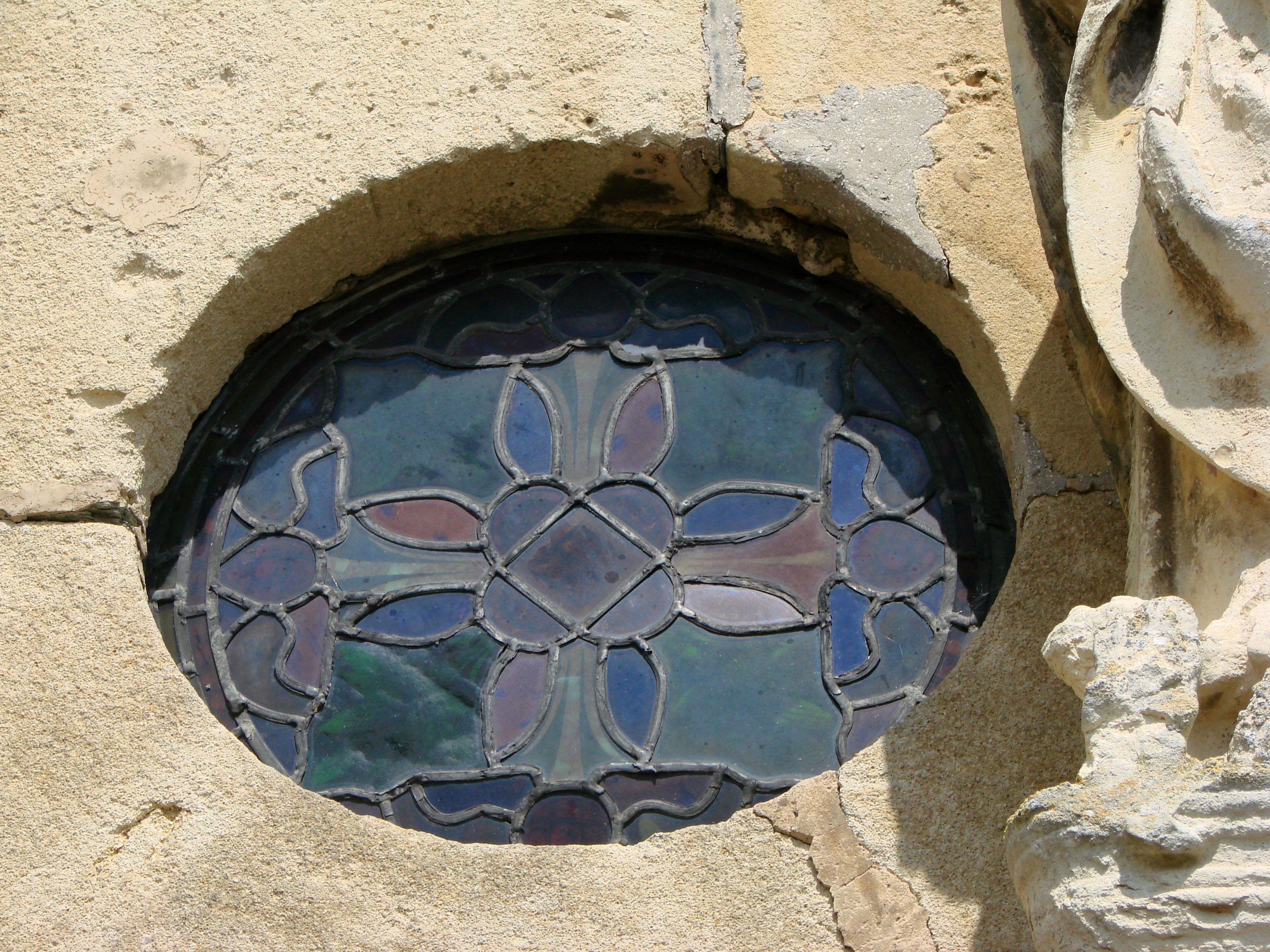
Buntglasfenster von außen
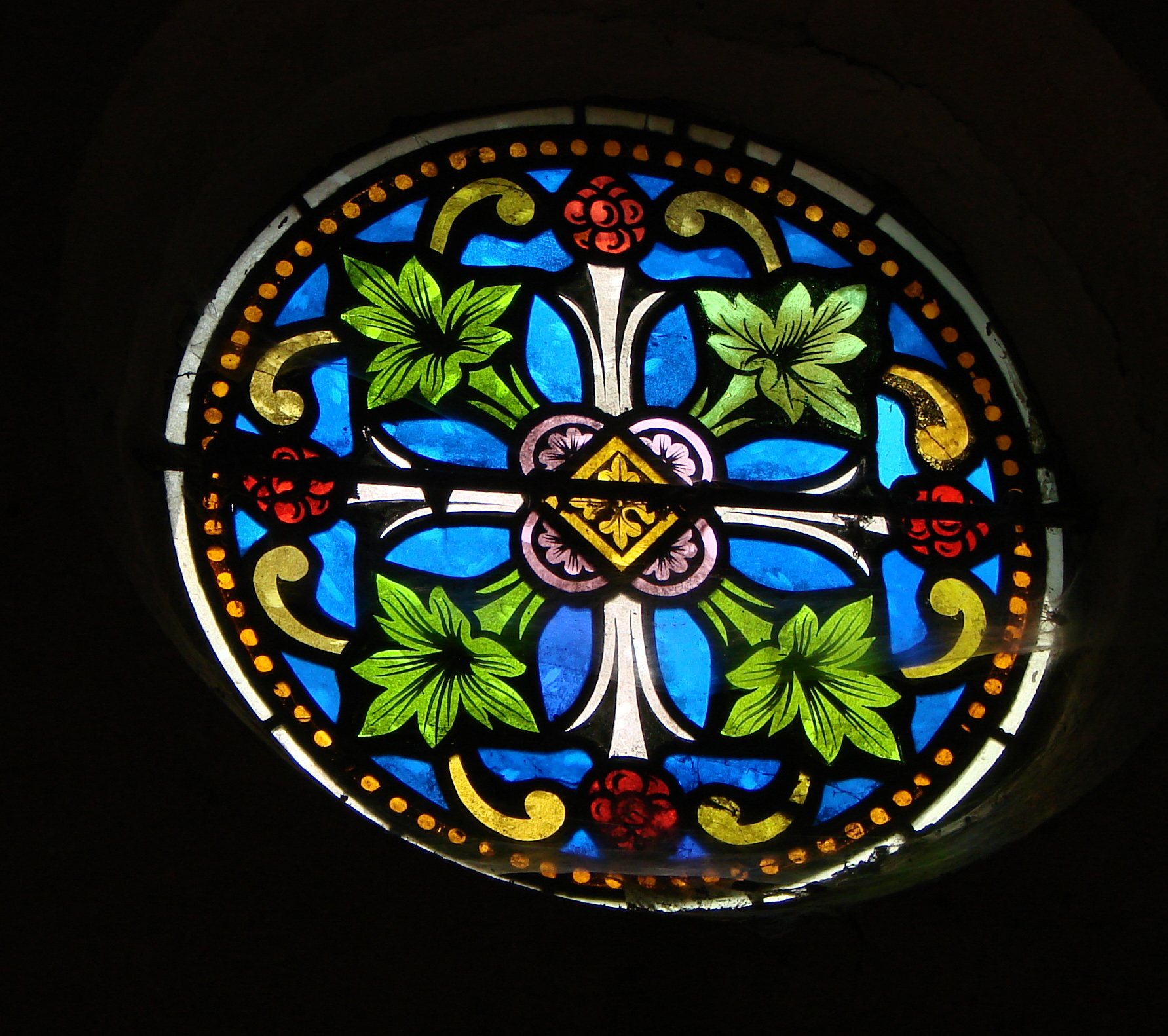
Buntglasfenster von innen

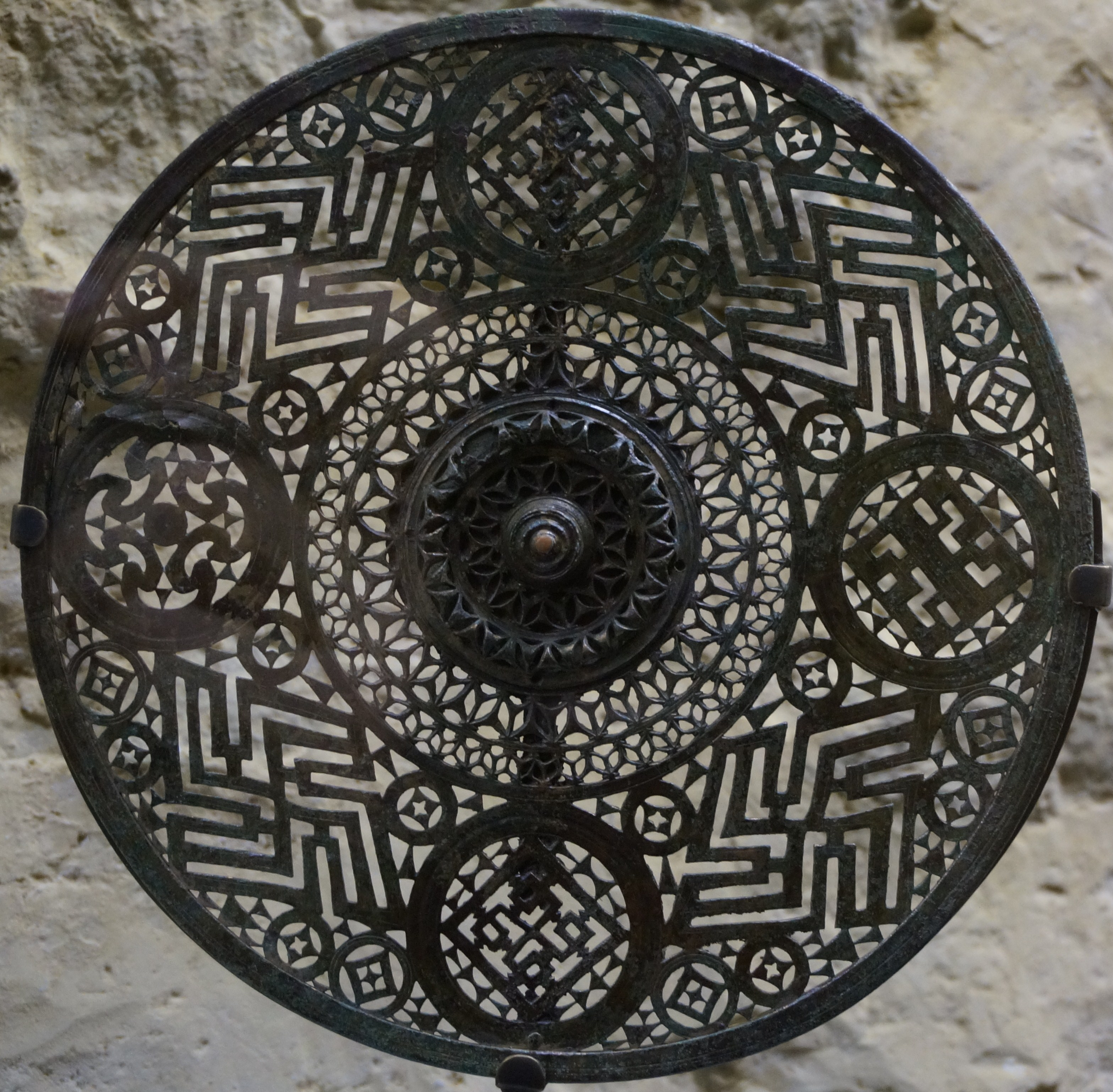
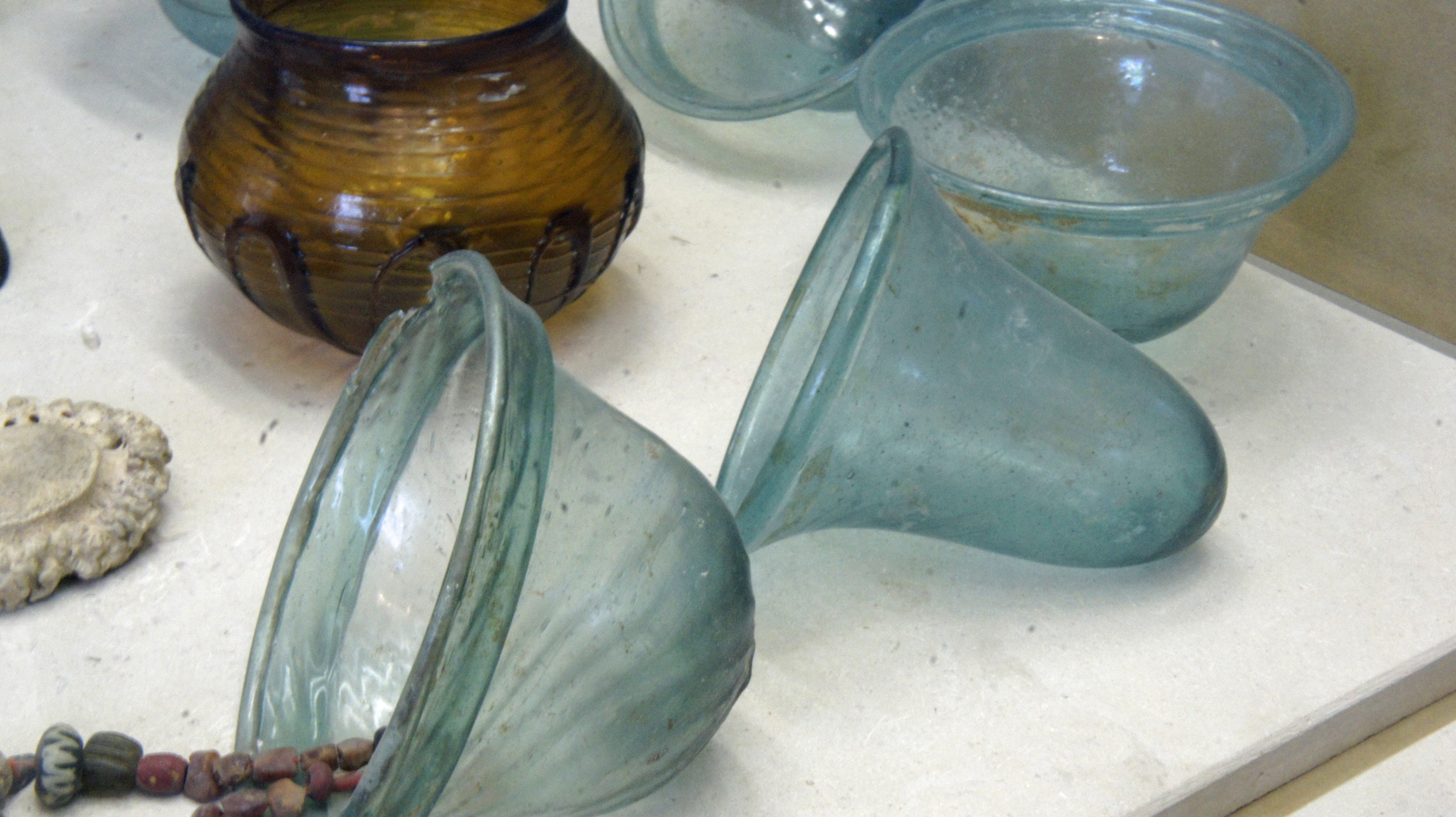
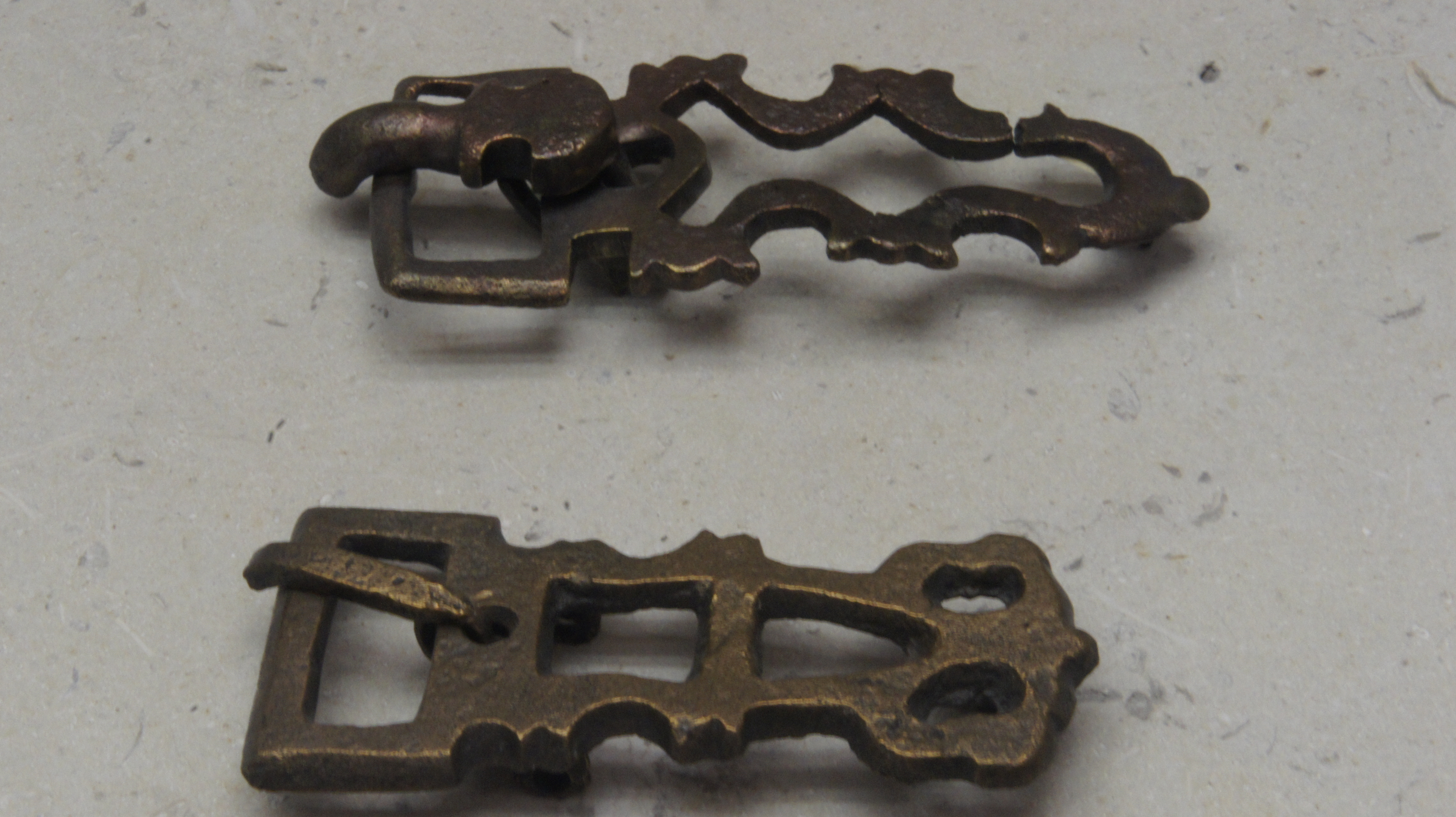
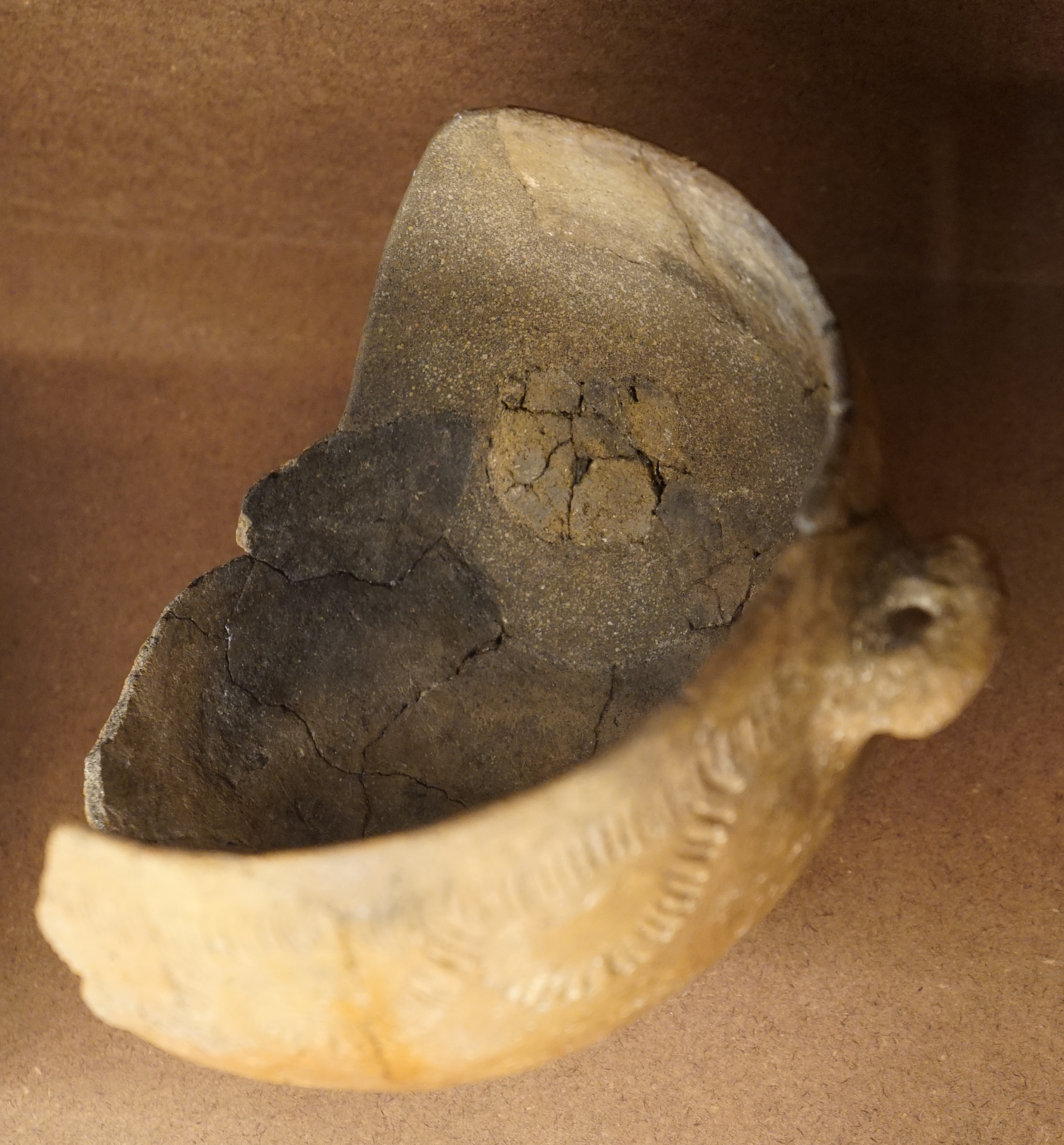

Archäologische Funde

## Persönlichkeiten
- Balduin von Bourcq (vor 1080–1131), Herr von Bourcq, Graf von Edessa und König von Jerusalem.